# Norrisia
Norrisia es un género con 2 especies de plantas con flores perteneciente a la familia Loganiaceae.

## Especies
- Norrisia malaccensis
- Norrisia philippensis